# Bristol (Connecticut)
Bristol je město ve Spojených státech amerických. Nachází se ve státě Connecticut v regionu zvaném New Britain. Ve městě žije  obyvatel a jeho rozloha činí . Leží 32 kilometrů jihozápadně od Hartfordu, asi 120 mil jihozápadně od Bostonu a 100 mil severovýchodně od New York City.
Město bylo založeno roku 1785. Své sídlo zde mají mj. společnosti ESPN a ACC Network. Ve městě také leží zábavní park zvaný Lake Compounce. V 19. století bylo město typické pro výrobu hodinek a hodin, dnes se ve městě nachází American Clock & Watch Museum. Někdy se městu přezdívá Mum City díky významné produkci chryzantém v minulosti. Dodnes se ve městě pořádá Bristol Mum Festival. Ve městě působí baseballový tým Bristol Blues. 

## Rodáci
- Mike Reiss (* 1959) – americký televizní scenárista a producent
- Gary Burghoff (* 1943) – americký herec

## Partnerská města
- Kozani, Řecko